# Sky presents 藤原竜也のラジオ
『Sky presents 藤原竜也のラジオ』（スカイプレゼンツ ふじわらたつやのラジオ）は、朝日放送ラジオ（ABCラジオ）が制作する藤原竜也（俳優）の冠番組。ABCラジオと同じJRN加盟局を中心に、一部のラジオ局でも放送されている。
ABCラジオでの放送時間は、基本として毎週金曜 23:30 - 翌0:00だが、ネット局では放送曜日・時間が異なることがある。

## 概要
藤原が初めてレギュラーでパーソナリティを務める番組で、藤原をイメージキャラクターに起用しているSky株式会社が単独で提供。「白紙の状態から藤原とリスナーで一緒に番組を作り上げていく」 というコンセプトで始めたため、初回の放送では番組タイトルもテーマ曲も決まっていなかった。
毎週月曜日には、直近に放送した回の収録音源や、次回放送の聴きどころを紹介する音源を公式サイトで公開している。また、近年のラジオ番組では珍しくノベルティ・グッズが多彩で、クッション、掛け布団、枕も用意。藤原が収録中にメッセージを紹介したリスナーに対して、上記のグッズを藤原の裁量で進呈することもある。
番組開始から2019年3月最終週までは、JRN / NRNクロスネット局のABCラジオをキーステーションに、TBSラジオ（JRN基幹局）・CBCラジオ（JRNシングルネット局）との3局ネット方式で放送。同年の4月改編からは、琉球放送（JRNシングルネット局）、南海放送・東北放送・中国放送（いずれもJRN / NRNクロスネット局）や九州朝日放送・STVラジオ（いずれもNRNシングルネット局）もネット局に加わる。このうち、同年3月まで時差ネット方式で放送していたCBCラジオと、同年4月からネット開始した琉球放送、同年7月からネットを開始した静岡放送ではABCラジオとの同時ネットを実施。2019年度には、「全国おつまみ選手権」（ネット全局から推薦されたおつまみを藤原が収録中に食べ比べる企画）や、中村勘九郎と溝端淳平をゲストに迎えての公開収録（琉球放送の放送対象地域である沖縄県で実施）など、ネット局が関与する企画も放送している。
2020年5月から新潟放送・信越放送・福井放送・RSK山陽放送・山陰放送（いずれもJRN / NRNクロスネット局）もネット局に加わる。

## ネット局
放送時間の早い順から記載。
| 放送対象地域   | 放送局名              | 放送時間                     | 放送期間        | 脚注              |
| -------------- | --------------------- | ---------------------------- | --------------- | ----------------- |
| 近畿広域圏     | 朝日放送ラジオ（ABC） | 金曜 23:30 - 24:00           | 2019年1月19日 - | 制作局            |
| 中京広域圏     | CBCラジオ（CBC）      | 土曜 0:30 - 1:00（金曜深夜） | 2019年1月21日 - | [ 注 2 ]          |
| 沖縄県         | 琉球放送（RBC）       | 土曜 0:30 - 1:00（金曜深夜） | 2019年4月6日 -  |                   |
| 静岡県         | 静岡放送（SBS）       | 土曜 0:30 - 1:00（金曜深夜） | 2019年7月6日 -  |                   |
| 島根県・鳥取県 | 山陰放送（BSS）       | 土曜 0:30 - 1:00（金曜深夜） | 2020年5月2日 -  |                   |
| 岡山県         | RSK山陽放送（RSK）    | 土曜 0:30 - 1:00（金曜深夜） | 2020年5月2日 -  |                   |
| 新潟県         | 新潟放送（BSN）       | 土曜 0:30 - 1:00（金曜深夜） | 2020年5月4日 -  | [ 注 3 ]          |
| 長野県         | 信越放送（SBC）       | 土曜 0:30 - 1:00（金曜深夜） | 2020年5月4日 -  | [ 注 3 ]          |
| 愛媛県         | 南海放送（RNB）       | 土曜 23:00 - 23:30           | 2019年4月5日 -  | [ 注 4 ]          |
| 福井県         | 福井放送（FBC）       | 土曜 23:00 - 23:30           | 2020年5月2日 -  |                   |
| 関東広域圏     | TBSラジオ（TBS）      | 土曜 23:30 - 24:00           | 2019年1月20日 - | [ 注 5 ] [ 注 6 ] |
| 福岡県         | 九州朝日放送（KBC）   | 日曜 0:30 - 1:00（土曜深夜） | 2019年4月7日 -  | NRN系列単独局     |
| 広島県         | 中国放送（RCC）       | 日曜 23:00 - 23:30           | 2019年4月8日 -  | [ 注 7 ]          |
| 北海道         | STVラジオ（STV）      | 月曜 0:00 - 0:30（日曜深夜） | 2019年4月8日 -  | NRN系列単独局     |
| 宮城県         | 東北放送（TBC）       | 月曜 0:00 - 0:30（日曜深夜） | 2019年4月8日 -  |                   |